# Giovanni Sollima
Giovanni Sollima, né le 24 octobre 1962 à Palerme, Sicile, est un compositeur et violoncelliste italien.

## Biographie
Issu d'une famille de musiciens, il étudie le violoncelle avec Giovanni Perriera et la composition avec son père, Eliodoro Sollima, au Conservatoire de Palerme, où il obtient son diplôme avec les plus grands honneurs. Il étudie ensuite avec Antonio Janigro et Milko Kelemen à la Musikhochschule de Stuttgart et au Mozarteum de Salzbourg.
En tant que compositeur, les influences de Sollima sont très variées, englobant le jazz et le rock, ainsi que diverses traditions de la région méditerranéenne. La musique de Sollima est influencée par le minimalisme, avec ses compositions comportant souvent des mélodies modales et des structures répétitives. Parce que ses œuvres se caractérisent par une approche plus diversifiée et éclectique que les premiers compositeurs minimalistes américains, le critique Kyle Gann a qualifié Sollima de compositeur postminimaliste.
Sollima a collaboré avec la poétesse et musicienne américaine Patti Smith, apparaissant dans ses disques et jouant avec elle en concert. Il collabore également avec le projet Silk Road.

## Œuvres principales

### Musique de chambre
- Musica per sonar a più stromenti dialogando fra antica et moderna (1979)
- Notturno (1980)
- Maithuna (1981)
- Orgy (1982)
- Tantra (1983)
- La forza che urgendo nel verde calamo guida il fiore de Dylan Thomas (1985)
- La luna (1986)
- Variazioni su un plastico (1986)
- 4 opere di Andy Warhol (1987)
- 6 capricci (1987)
- Flowers (1987)
- Primo frammento da « Empedocle » texte de Michele Perriera (1989)
- Siciliana con variazione (1989)
- E gli alberi germinarono, e gli uomini e le donne... (1990)
- In Si (1991)
- Match Suite (1991)
- Segno en mémoire de Giovanni Falcone(1992)
- Africa, quintette pour 2 violons, alto et 2 violoncelles (1992)
- Anno uno en mémoire de Paolo Borsellino (1993)
- Violoncelles, vibrez! version pour 6 violoncelles (1993)
- Heimat-terra (1993)
- The Songlines (1993)
- Angeli nel vulcano (1994)
- A gift (1994)
- Spasimo (1995)
- Sento il canto in curva (1995)
- Il Tracciato di Marta (1995)
- Voyage (1995)
- John Africa (1996)
- Studio per Aquilastro (1997)
- Chi è (1997)
- Lam (1997)
- Yafù (1997)
- Aquilarco texte de Christopher Knowles (1997-98)
- Lamentatio (1998)
- Pasolini fragments (1998)
- Lamentatio (1998)
- Reperto n. 12 d'après Franz Schubert (1998)
- S'ota love dance (1998)
- A view from the bottom texte de Mumia Abu Jamal (1998)
- Concerto rotondo (1998)
- I canti (1998)
- The meetings of the waters (1999)
- Millennium Bug (1999)
- Intersong I (1999)
- Subsongs (1999)
- L'interpretazione dei sogni (1999)
- Leonardo's ornithoptherus (1999)
- Alone (1999)
- Hell (2000)
- Contrafactus (2000)
- Il Tracciato (2000)
- Viaggio in Italia texte de Michelangelo Buonarroti, Giordano Bruno, Francesco Borromini (2000)
- Intersong II (2001)
- J. Beuys Song (2001)
- Vram texte de Alessandro Baricco (2002)
- Pillole (2002)
- Bêri (2002)
- Terra Aria d'après « B song » (2003)
- Terra Danza d'après « B song » (2003)
- Cello Tree d'après « B song » (2003)

### Œuvres orchestrales
- Concerto grosso (1976)
- Concerto pour cordes No. 1 (1978-1979)
- Raccapriccio (1979)
- Le Paradis Submergé (1981)
- Deux Nocturnes (1984)
- Musivum (1987)
- Le notti bianche (1988)
- The Columbus Egg (1990)
- In B, version pour Jazz Band (1991)
- Concerto pour violoncelle (1992)
- Africa (1992)
- Agnus Dei (1993)
- Violoncelles, vibrez! (1993)
- Sinfonia in luoghi aperti (Open Air Symphony) (1994)
- MW (1994)
- Angeli (Anges) (1994)
- Adagio (1995)
- Cartolina (Carte postale1) (1995)
- Aria in rosso (Aria in red) (1996)
- Lam & Dan (1998)
- All the W (1998)
- Alleluja (1999)
- Casanova (2000)
- Canti rocciosi, sur des textes de Dino Buzzati, Dante Alighieri, Ernest Hemingway (2001)
- Contrafactus (2001)
- Tempeste e ritratti (Tempêtes et portraits) (2001)

### Opéras et ballets
- Notti di Grazia (1991) - Melodrame en un acte, livret de Dario Oliveri
- Mittersill 101 variazioni sul caso Anton Webern (1996) - Opéra video, texte de Dario Oliveri, d'après Goethe
- Cenerentola Azzurro (1994) - Texte de Dario Oliveri
- Casanova (2000) - Chorégraphie de Karole Armitage
- Matteo Ricci — Li Madou (2001) - Melologue, texte de Filippo Mignini
- J. Beuys song (2001) - Chorégraphie de Carolyn Carlson
- Ellis Island (2002) - Opéra en 2 actes, livret de Roberto Alajmo

### Musique de scène pour le théâtre
- Match (1990)
- Cordelia & co. (1991)
- 3 pièces pour " Il sogno spezzato di Rita Atria" (1993)
- 3 pièces pour "Pippo Fava" (1994)
- I Pavoni (1997)

### Installations
- Imagining Prometheus (2003)
- Luminaria (2003)

## Discographie (comme compositeur)
- Aquilarco - Polygram Records - #462546 (1998)
- Spasimo - Agora - #216 (2000)
- John Africa dans "La formula del fiore" - Sensible Records: SSB 012, (1999)
- Viaggio in Italia - Agorà (AG 259) (2000)
- Violoncelles, vibrez! -  Agorà: AG 155. (1998)
- Violoncelles, vibrez! (sur Tracing Astor: Gidon Kremer Plays Astor Piazzolla) - Nonesuch: 79601 (2001)
- Canti rocciosi - I suoni delle Dolomiti (2001)
- Oeuvres - Sony Music: DED 519769 2 (2005)
- We were trees - Sony/BGM 88697314382  (2008)
- Astrolabioanima - Odd Times Record: OTR 001  (2008)
- Sonnets et Rondeaux - Cobra Records: CBRA 35 (2012)